# Copa espanyola d'hoquei sobre patins femenina 2006
La Copa de la Reina d'hoquei sobre patins 2006 fou la primera edició de la Copa espanyola d'hoquei sobre patins. Se celebrà el 25 i 26 de març de 2006 al Poliesportiu El Plantío de Burgos Pavelló i fou organitzada per la Federació Espanyola de Patinatge. Els equips participants foren assignats per la FEP, seguint criteris de mèrits esportius. La competició es disputà en format d'eliminació directa amb quarts de final, semifinals i final. Els equips guanyadors es classificaren per a la següent ronda, mentre que els equips perdedors disputaren pel cinquè i vuitè lloc, en el cas dels quartfinalistes, i pel tercer i quart lloc, en el cas dels semifinalistes. El torneig fou retransmès en directe per la plataforma RFEP TV.
Es proclamà campió el Club Patí Voltregà, que guanyà a la final al Centre d'Esports Arenys de Munt per 4 a 1. El club osonenc aconseguí el seu primer títol de la Copa de la Reina.

## Clubs participants
- Alcorcón Parque Lisboa
- CE Arenys de Munt
- Biesca Gijón HC
- AD INEF Galicia
- AC Órdenes
- CHP Sant Feliu
- Vigo Stick Traviesas
- CP Voltregà

## Competició

### Quadre de competició
|  | Quarts de final      | Quarts de final      |                      |   | Semifinals          | Semifinals          |  |  | Final | Final |
|  |                      |                      |                      |   |                     |                     |  |  |       |       |
|  | 25 de març 9:00 CET  |                      |                      |   |                     |                     |  |  |       |       |
|  |                      |                      |                      |   |                     |                     |  |  |       |       |
|  | Biesca Gijón HC      | 4                    |                      |   |                     |                     |  |  |       |       |
|  | Biesca Gijón HC      | 4                    | 25 de març 19:30 CET |   |                     |                     |  |  |       |       |
|  | CHP Sant Feliu       | 3                    |                      |   |                     |                     |  |  |       |       |
|  | CHP Sant Feliu       | 3                    | Biesca Gijón HC      | 1 |                     |                     |  |  |       |       |
|  | 25 de març 10:15 CET |                      | Biesca Gijón HC      | 1 |                     |                     |  |  |       |       |
|  |                      | CP Voltregà          | 3                    |   |                     |                     |  |  |       |       |
|  | AD INEF Galicia      | CP Voltregà          | 3                    | 0 |                     |                     |  |  |       |       |
|  | AD INEF Galicia      |                      | 26 de març 12:45 CET | 0 |                     |                     |  |  |       |       |
|  | CP Voltregà          | 4                    |                      |   |                     |                     |  |  |       |       |
|  | CP Voltregà          | 4                    | CP Voltregà          | 4 |                     |                     |  |  |       |       |
|  | 25 de març 11:30 CET |                      | CP Voltregà          | 4 |                     |                     |  |  |       |       |
|  |                      | CE Arenys de Munt    | 1                    |   |                     |                     |  |  |       |       |
|  | Vigo Stick           | CE Arenys de Munt    | 1                    | 1 |                     |                     |  |  |       |       |
|  | Vigo Stick           | 25 de març 20:45 CET |                      | 1 |                     |                     |  |  |       |       |
|  | CP Alcorcón          | 3                    |                      |   |                     |                     |  |  |       |       |
|  | CP Alcorcón          | 3                    | CP Alcorcón          | 0 |                     |                     |  |  |       |       |
|  | 25 de març 12:45 CET |                      | CP Alcorcón          | 0 |                     |                     |  |  |       |       |
|  |                      | CE Arenys de Munt    | 2                    |   | Tercer i quart lloc | Tercer i quart lloc |  |  |       |       |
|  | AC Órdenes           | CE Arenys de Munt    | 2                    | 0 | Tercer i quart lloc | Tercer i quart lloc |  |  |       |       |
|  | AC Órdenes           |                      | 26 de març 11:00 CET | 0 |                     |                     |  |  |       |       |
|  | CE Arenys de Munt    | 6                    |                      |   |                     |                     |  |  |       |       |
|  | CE Arenys de Munt    | 6                    | Biesca Gijón HC      | 0 |                     |                     |  |  |       |       |
|  |                      |                      |                      |   |                     |                     |  |  |       |       |
|  | CP Alcorcón          | 4                    |                      |   |                     |                     |  |  |       |       |
|  | CP Alcorcón          | 4                    |                      |   |                     |                     |  |  |       |       |

### Quarts de final
| 25 de març de 2006         | Biesca Gijón HC | 4-3 | CHP Sant Feliu | Burgos                  |  |
| 9:00 CET Quarts de final 1 |                 |     |                | Poliesportiu El Plantío |  |

| 25 de març de 2006          | AD INEF Galicia | 0-4 | CP Voltregà | Burgos                  |  |
| 10:15 CET Quarts de final 2 |                 |     |             | Poliesportiu El Plantío |  |

| 25 de març de 2006          | Vigo Stick Traviesas | 1-3 | Alcorcón Parque Lisboa | Burgos                  |  |
| 11:30 CET Quarts de final 3 |                      |     |                        | Poliesportiu El Plantío |  |

| 25 de març de 2006          | AC Órdenes | 0-6 | CE Arenys de Munt | Burgos                  |  |
| 12:45 CET Quarts de final 4 |            |     |                   | Poliesportiu El Plantío |  |

### Del cinquè al vuitè lloc
| 25 de març de 2006 |     |                 |                         |
| CHP Sant Feliu     | 7-1 | AD INEF Galicia | Poliesportiu El Plantío |
|                    |     |                 | Poliesportiu El Plantío |

| 25 de març de 2006   |     |            |                         |
| Vigo Stick Traviesas | 2-0 | AC Órdenes | Poliesportiu El Plantío |
|                      |     |            | Poliesportiu El Plantío |

### Semifinals
| 25 de març de 2006 19:30 |     |             |                         |
| Biesca Gijón HC          | 1-3 | CP Voltregà | Poliesportiu El Plantío |
|                          |     |             | Poliesportiu El Plantío |

| 25 de març de 2006 20:45 |     |                   |                         |
| Alcorcón Parque Lisboa   | 0-2 | CE Arenys de Munt | Poliesportiu El Plantío |
|                          |     |                   | Poliesportiu El Plantío |

### Setè i vuitè lloc
| 26 de març de 2006 |     |            |                         |
| AD INEF Galicia    | 1-5 | AC Órdenes | Poliesportiu El Plantío |
|                    |     |            | Poliesportiu El Plantío |

### Cinquè i sisè lloc
| 26 de març de 2006 |     |                      |                         |
| CHP Sant Feliu     | 5-1 | Vigo Stick Traviesas | Poliesportiu El Plantío |
|                    |     |                      | Poliesportiu El Plantío |

### Tercer i quart lloc
| 26 de març de 2006 11:00 |     |                        |                         |
| Biesca Gijón HC          | 0-4 | Alcorcón Parque Lisboa | Poliesportiu El Plantío |
|                          |     |                        | Poliesportiu El Plantío |

## Final
| CP Voltregà                    | 4‐1     | CE Arenys de Munt |
| ------------------------------ | ------- | ----------------- |
| Romero · Giudicci (2) · Ferrón | Informe | Majó              |

| CP Voltregà | CE Arenys de Munt |

| #          | Pos. | Nom                  |  |
| ---------- | ---- | -------------------- |  |
|            | POR  | Laia Vives           |  |
|            |      | Núria Fabregó        |  |
|            |      | Mònica Piosa         |  |
|            |      | Anna Romero          |  |
|            |      | Carla Giudicci       |  |
|            |      | Maria Ferrón         |  |
|            |      | Vila                 |  |
|            |      | Queralt              |  |
|            |      | Meritxell Puigdemunt |  |
| Entrenador |      |                      |  |
|            |      |                      |  |

| Campió de la Copa de la Reina 2006 |
| ---------------------------------- |
| CP Voltregà Primer títol           |

| #          | Pos. | Nom             |           |
| ---------- | ---- | --------------- | --------- |
|            | POR  | Cristina Roca   |           |
|            |      | Raquel Santiago |           |
|            |      | Maria Majó      |           |
|            |      | Ester Artigas   |           |
|            |      | Noemí Dulsat    |           |
|            |      | Jana Verdura    | Amonestat |
|            |      | Maria Roca      |           |
|            |      | Aguilar         |           |
|            |      | Laia Salicrú    |           |
| Entrenador |      |                 |           |
|            |      |                 |           |

## Classificació final
| Equip | Equip                  | Pts | PJ | PG | PE | PP | GF | GC | DG  | Rend  |
| ----- | ---------------------- | --- | -- | -- | -- | -- | -- | -- | --- | ----- |
| 1r    | CP Voltregà            | 6   | 3  | 3  | 0  | 0  | 11 | 2  | +9  | 100%  |
| 2n    | CE Arenys de Munt      | 4   | 3  | 2  | 0  | 1  | 9  | 4  | +5  | 66,6% |
| 3r    | Alcorcón Parque Lisboa | 4   | 3  | 2  | 0  | 1  | 7  | 3  | +4  | 66,6% |
| 4t    | Biesca Gijón HC        | 2   | 3  | 1  | 0  | 2  | 5  | 10 | -5  | 33,3% |
| 5è    | CHP Sant Feliu         | 4   | 3  | 2  | 0  | 1  | 15 | 6  | +9  | 66,6% |
| 6è    | Vigo Stick Traviesas   | 2   | 3  | 1  | 0  | 2  | 4  | 8  | -4  | 33,3% |
| 7è    | AC Órdenes             | 2   | 3  | 1  | 0  | 2  | 5  | 9  | -4  | 33,3% |
| 8è    | AD INEF Galicia        | 0   | 3  | 0  | 0  | 3  | 2  | 16 | -14 | 0%    |